# Tomáš Máder
Tomáš Máder (* 18. dubna 1974 Praha) je bývalý český vodní slalomář, kanoista závodící v kategorii C2. Jeho partnerem v lodi byl Marek Jiras.
V roce 1999 vybojovali zlatou medaili na mistrovství světa, v roce 2002 byli bronzovi. Kromě toho získali dalších pět zlatých a jednu stříbrnou medaili ze závodů hlídek. Z evropských šampionátů v letech 2002 a 2005 si odvezli stříbrné medaile, v dalších letech získali ze závodů družstev po jednom zlatu, stříbru a bronzu. Na Letních olympijských hrách 2000 v Sydney vybojovali v závodě C2 bronzovou medaili, v Athénách 2004 byli sedmí. Po Mistrovství světa 2009 ukončili sportovní kariéru.